# يواكيم سيلفا
يواكيم سيلفا (بالبرتغالية: Joaquim Silva‏) هو منافس ألعاب قوى برتغالي، ولد في 13 يناير 1961.

## وصلات خارجية
- يواكيم سيلفا على موقع الاتحاد الدولي لألعاب القوى (الإنجليزية)
- يواكيم سيلفا على موقع الاتحاد الأوروبي لألعاب القوى (الإنجليزية)
- يواكيم سيلفا على موقع رابطة إحصائيات سباق الطريق (الإنجليزية)
- يواكيم سيلفا على موقع أوليمبيديا (الإنجليزية)